# 知立站
- 關於第二代知立站，請見「東知立站」。
- 關於第一代知立站，請見「三河知立站」。

知立站（日语：／ Chiryū eki */?）是位於愛知縣知立市榮二丁目，名古屋鐵道（名鐵）的車站。車站編號為NH19。現時，此站正進行高架化工程，因此正在使用臨時月台。

## 概要
車站位於知立市以西位置，為該市的代表車站和玄關口。此站為名古屋本線和三河線的轉乘站，因此有許多乘客使用此站。為所有列車的停車站（出入廠列車與試行列車等非營業列車，以及團體列車則通過）。
三河線在此站會進行折返。現時沒有行走整段三河線的直通列車，三河線以此站為邊界，分開豐田市、猿投方向的北邊區間（山線）和刈谷、碧南站方向的南邊區間（海線）兩個運輸系統。實際上其中一區間的列車到達知立站後，會執行成為另一區間的列車班次，因此乘客不需下車已經可作轉乘。
此站預計在2028年（令和10年）度完成車站高架化，以及車站周邊的連續立體化項目。在2015年（平成27年）2月28日起，2、3號月台遷移至南邊的臨時月台和臨時路軌，同時新設南閘口。

## 歷史
名古屋本線和三河線兩線原本是由愛知電氣鐵道和三河鐵道不同鐵路公司建設的路線。兩線在相交的地點建設了車站（分別名為知立站（第一代）和新知立站）連接兩線。在名鐵合併後統一車站名稱為知立站（第二代）。但是，在1959年（昭和34年）名古屋本線三河線的路線駛入此站成為了現時的狀態（知立站（第三代）），舊站分別成為三河知立站和東知立站。知立站附近的路軌經過複雜的歷程，愛知電鐵岡崎方向在建設新線之際，三河鐵道路線也進入知立站，當中雙方都沒有作出協議。因此愛知電鐵需要改變走線繞道以便建設知立站，在路堤上和接近兩線相交位置建設新知立站。

知立站的變遷

### 年表
- 1923年（大正12年）
  - 4月1日 - 現時知立站附近的新知立站（臨時站）啟用。
  - 6月1日 - 岡崎線伸延至西岡崎站（現時為岡崎公園前站），新知立站遷移至與三河鐵道相交附近的路堤上。臨時站廢止。
- 1959年（昭和34年）4月1日 - 現時的知立站（第三代）啟用。舊站於名古屋本線名為東知立站，於三河線名為三河知立站，兩站分離。三河線在三河知立站至重原站之間新設知立站，該站位於知立站（第三代）旁。
- 1969年（昭和44年）7月6日 - 開設在知立站通過的「快速特急」，設有上下行毎小時1班。
- 1970年（昭和45年）12月25日 - 快速特急廢止，知立站繼續成為特急停車站。
- 1987年（昭和62年）5月 - 設置自動閘機[2]。
- 1992年（平成4年）11月24日 - 在日間時段，毎小時上下1班特急再次通過知立站。此外，在此以前於平日早上下行2班特急通過。
- 1999年（平成11年）5月10日 - 所有特急班次再次停知立站，使成為所有列車停車站。
- 2003年（平成15年）10月1日 - 車站可以使用交通儲值卡「Trans Pass（日语：トランパス (交通プリペイドカード)）」。
- 2011年（平成23年）2月11日 - 車站可以使用「manaca」IC卡。
- 2012年（平成24年）2月29日 - 交通儲值卡「Trans Pass」的服務終止，此站也不可使用其儲值卡。
- 2015年（平成27年）2月28日 - 2、3號月台遷移至南邊設置的臨時月台與路軌，同時新設南閘口[1]。
- 2016年（平成28年）4月23日 - 名古屋本線下行路軌（名古屋方向）遷移至臨時路軌，並使用4、5號臨時月台[3][4]。
- 2018年（平成30年）2月10日 - 名古屋本線上行路軌（豐橋方向）遷移至臨時路軌，並使用6號臨時月台[5][6]。
- 2019年（令和元年）12月14日 - 北邊車站大樓遷移至臨時車站大樓[7]。
- 2023年（令和5年）3月21日 - 名古屋本線上行月台（豐橋方向）高架化[8]。當時，於高架橋上只有8號月台，該月台未來會變為待避線，因此現時沒有列車於此站待避。
- 2025年（令和7年）度 - 名古屋本線下行月台高架化（預計）[9]。
- 2027年（令和9年）度 - 三河線月台高架化（預計）[9]。預計當時整個月台高架化[9]。
- 2028年（令和10年）度 - 連續立體化項目完成（預計）[9]。

## 高架化項目

### 起因
知立站周邊的鐵路線代市區分離，同時鐵路與道路平面相交的平交道使交通行駛緩慢和發生堵塞。長年累月這樣情況使生活構成影響。因此，知立市為了考慮長者與身體殘疾人士，設立了入場券購入費用補貼制度。
另一方面，此站與名古屋本線神宮前站一樣，沒有待避線，使不能進行緩急接續（實際上，包括此站之內，新安城站至豐明站之間沒有待避線），而三河線轉乘名古屋本線的乘客需要使用樓梯前往另一月台，在無障礙設施上，也希望能早日設置。
因此，愛知縣策動，以知立站為中心，於2000年（平成12年）度開展「知立站附近連續交通立體化事業」，把名鐵名古屋本線和三河線高架化。
現時，知立市也於知立站附近進行「知立站周邊土地整理事業」、「移設車站周邊整備事業」和「知立站北地區市街地再開發事業」，連同上述的交通立體化事業，合稱「知立站周邊整備事業」。

### 概要
在計劃中，此站將會成為高架車站，設有3層高，共有4面8線的月台。第1層是閘口、車站業務設施和車站大堂，第2層是2面4線的名古屋本線月台，第3層是2面4線的三河線月台。當中，三河線月台是以「コ」字形的港灣式月台，外側的2線月台可連接名古屋本線（名古屋方向）路軌，而「コ」字內側的2線月台為三河線折返列車使用。這個計劃的總工程費為499億日圓，並預計2008（平成20）年開始建設臨時路軌，2009（平成21）年度列車使用臨時路軌，2011（平成23）年度開始高架化車站工程，2013（平成25）年度列車使用高架路段，最後2014（平成26）年度完成工程。最後在2013年（平成25年）3月才開始臨時車站工程，隨後把現有車站設施向南遷移，在2018年2月臨時月台遷移工程完成。隨後，會按上行線→下行線（只限本線）→三河線與下行副本線順序高架化。在車站高架化後，使名鐵再次設有7號月台（曾經只有在名鐵岐阜站設有7號月台，該月台為名鐵美濃町線月台），同時使名鐵首次設有8號月台。

### 工程費問題
「知立站附近連續交通立體化事業」的總工程費用為約610億日圓。此工程的工程費用除了由名鐵負擔外，愛知縣與知立市會以1：1的比率分擔。但是由於費用龐大，對於小城市來說是一個沈重的負擔。因此知立市希望把工程費負擔比率由（愛知縣）1：1（知立市）變為2：1，並請鄰近5市協助工程。但是沒有被接受此方案，工程費問題未得到解決。所以在另一方面，找出方案以縮減工程費，例如不把三河線高架化，成為2層的高架站。也有把在計劃中預計同時高架化的三河知立站廢止，或不把三河知立站高架化等方案。此外在工程計劃中，三河線北側（山線）部分高架區間雖然是單線鐵路，但是名鐵為了未來而把高架橋建成可容納雙線鐵路的構造，以預留未來複線化，此做法也有意見要求取消，可是計劃沒有因此而改變。而知立市繼續希望能把工程費用分擔比例定為2：1。
在2009年（平成21年）8月13日，根據中日新聞的報道，愛知縣重新計算總工程費，結果為由當初的499億日圓，大幅增加至615億日圓，增幅23%。增加的金額最主要是由於原材料價格增加了約40億日圓，其他116億日圓費用的分別是改變設計升降機的位置和土地補償費用。在2010年（平成22年）春，經過重新計算總工程費後，愛知縣與名鐵簽訂施工協議。結果工程費用中，國家負擔約260億日圓，愛知縣和知立市共同負擔約130億日圓，名鐵負擔約95億日圓。而工程完成時間由當初計劃在2014（平成26）年度完成，大幅延遲至2023年度完成。
在2012年（平成24年）1月25日，根據中日新聞的報道，愛知縣原則上維持1：1的比率分擔工程費，但是在「不單只為了知立市民，也使廣域使用者提高方便性」中，減輕了部分工程費用的負擔。因此，知立市可減少約23億日圓工程費用。

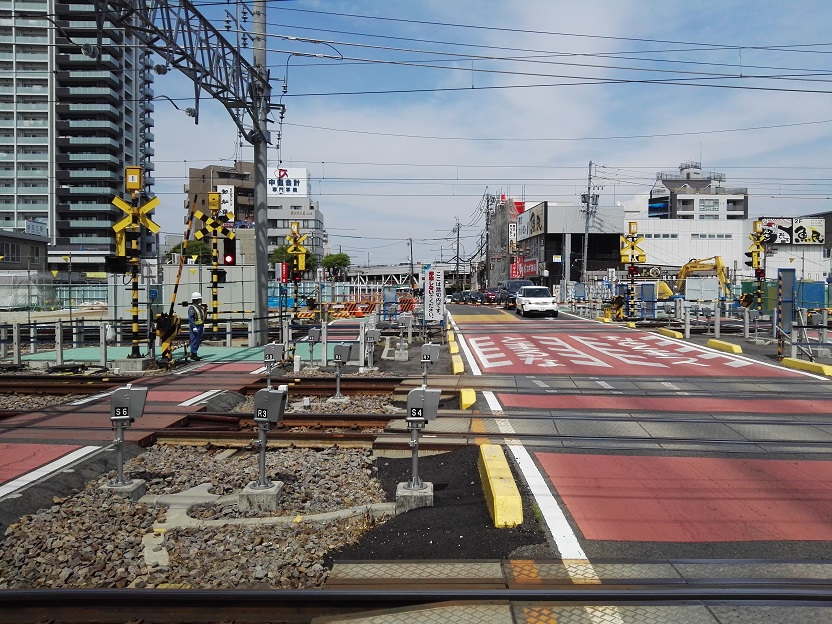
知立站東邊的“不會開平交道”（牛田6號：名古屋本線／知立1號：三河線）。長期不會開啟的原因為了因為連接跨越2鐵路線外，三河線所有方向的列車均會通過，使該處長期交通堵塞。
高架化後的預定配線。名古屋本線月台與三河線月台是在不同樓層。以2組2面4線月台結成，連同車站大堂共有3層。
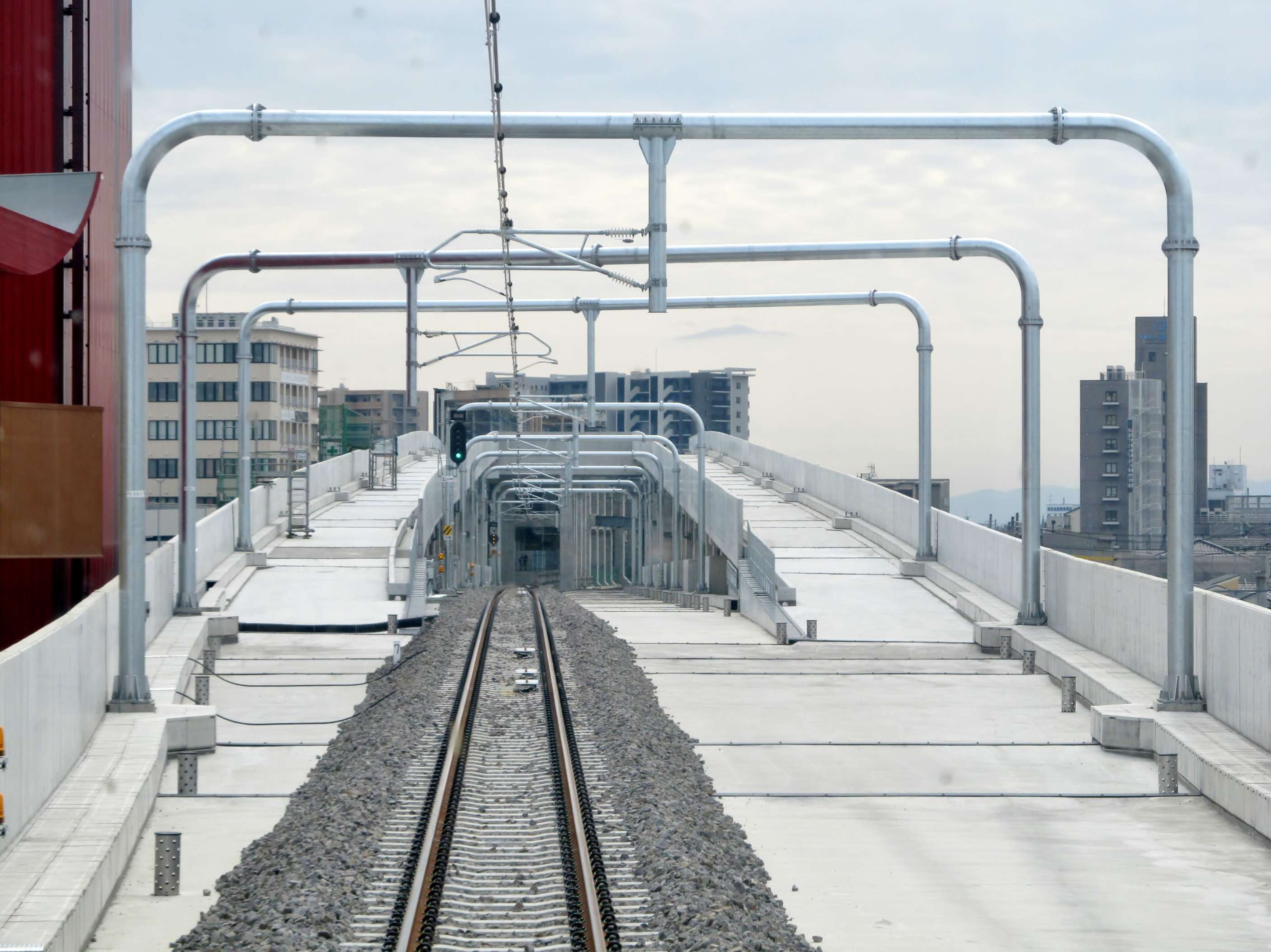
在車站西邊的進場線中。名古屋本線列車會繼續前進，進入2樓月台，而分支於外側的2線是前往3樓的三河線月台。

## 車站構造

### 臨時站時代（2015年2月-）
車站為地面車站，設有3面5線的月台。2015年2月開設了南閘口，而原本的北閘口於2019年12月遷移至臨時車站大樓。共設有3座月台，當中2、3、4、5號月台為島式月台，8號月台為單式月台。各月台設有升降機連接跨線橋。而2、3號月台在名古屋方向設有引上線。沒有1、6、7號月台。
2-4號月台為三河線月台，5、8號月台為名古屋本線月台。在日間絕大部分班次中，往猿投列車使用2號月台，往碧南列車使用4號月台。月台長度方面，引上線、2、3號月台可容納4卡，其他月台可納納8卡車廂。現時地面月台都是臨時的，而已高架化的月台已經是可以使用。截至2023年3月，名古屋本線上行月台（8號月台）已經高架化。
所有名古屋本線的客運營業列車均停靠此站，但是由於此站暫時沒有待避線，因此列車待避需要在新安城站或豐明站（急行的話則為前後站）進行。在三河線方面，此站向海線一方為雙線（但是中途部分區間由於進行高架化工程，因此臨時為單線），向山線一方為單線。
在北閘口設有車票售賣處，可購買定期乗車票、μ-Ticket和普通乘車票。而4、5號月台上設有μ-Ticket售票機。南閘口為無人閘口。南閘口設有自動售票機，可購買μ-Ticket售票機。另外，4、5號月台上也設有μ-Ticket售票機。
在北閘口附近設有知立市名物販售店（藤田屋知立站店）。在遷移至臨時車站後仍然營業，但最後於2019年（令和元年）7月28日結業。曾經在車站月台上設有遍照院的遙拜所，現時遷移至北閘口臨時車站大樓外。
| 樓層        | 月台編號       | 路線           | 上下行         | 方向                   | 備註                                                  |
| ----------- | -------------- | -------------- | -------------- | ---------------------- | ----------------------------------------------------- |
| 1樓（地面） | 2              | 三河線（山線） | 下行           | 豐田市、猿投方向       | 主要使用2號月台                                       |
| 1樓（地面） | 3              | 三河線（山線） | 下行           | 豐田市、猿投方向       |                                                       |
| 1樓（地面） | 三河線（海線） | 上行           | 刈谷、碧南方向 |                        |                                                       |
| 1樓（地面） | 三河線（海線） | 上行           | 刈谷、碧南方向 | 4                      | 主要使用4號月台。與名古屋本線下行線可進行跨月台轉乘。 |
| 1樓（地面） | 5              | 名古屋本線     | 下行           | 金山、名鐵名古屋方向   |                                                       |
| 2樓（高架） | 8              | 名古屋本線     | 上行           | 東岡崎、豐橋、西尾方向 |                                                       |

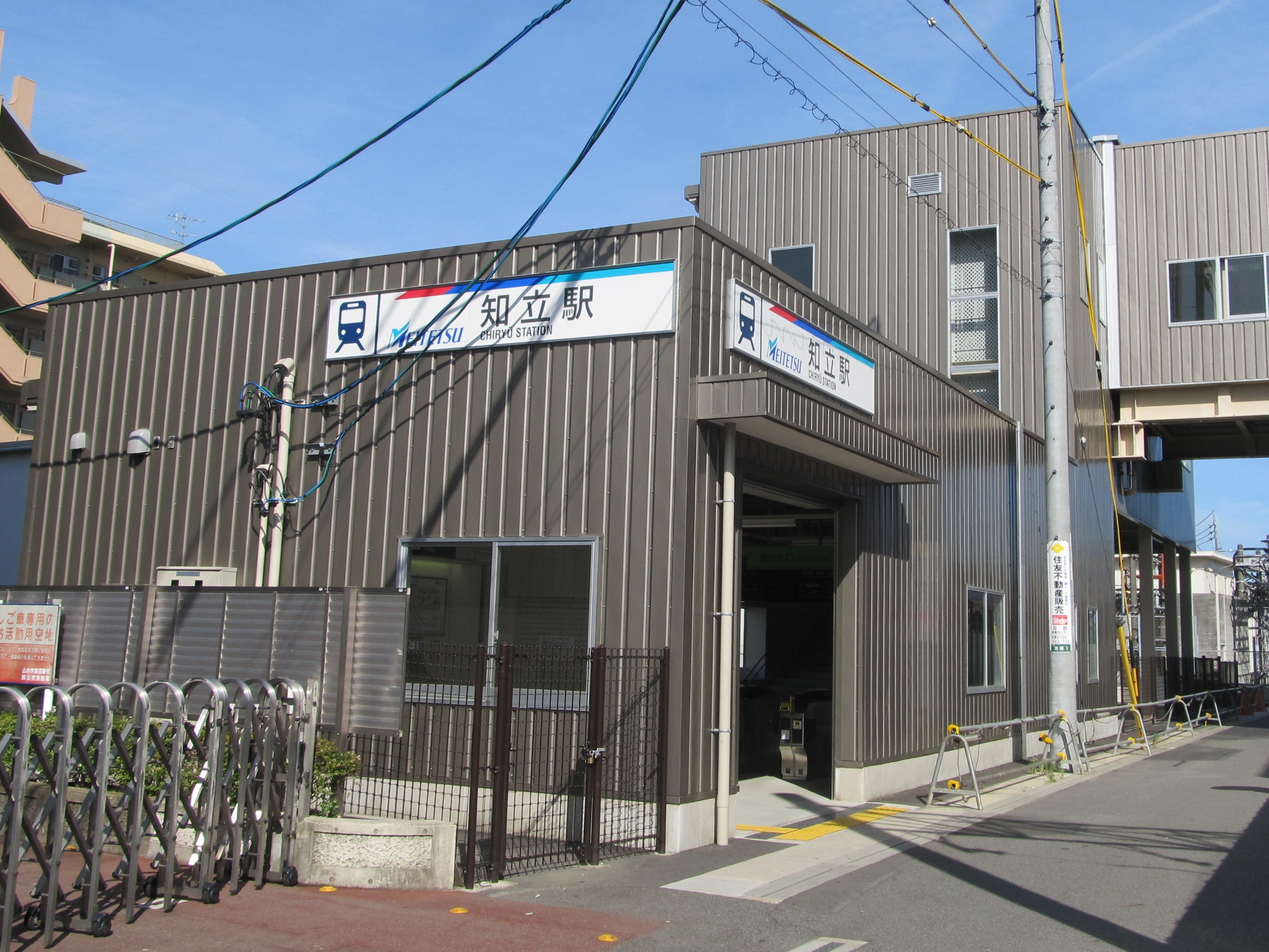
臨時南閘口
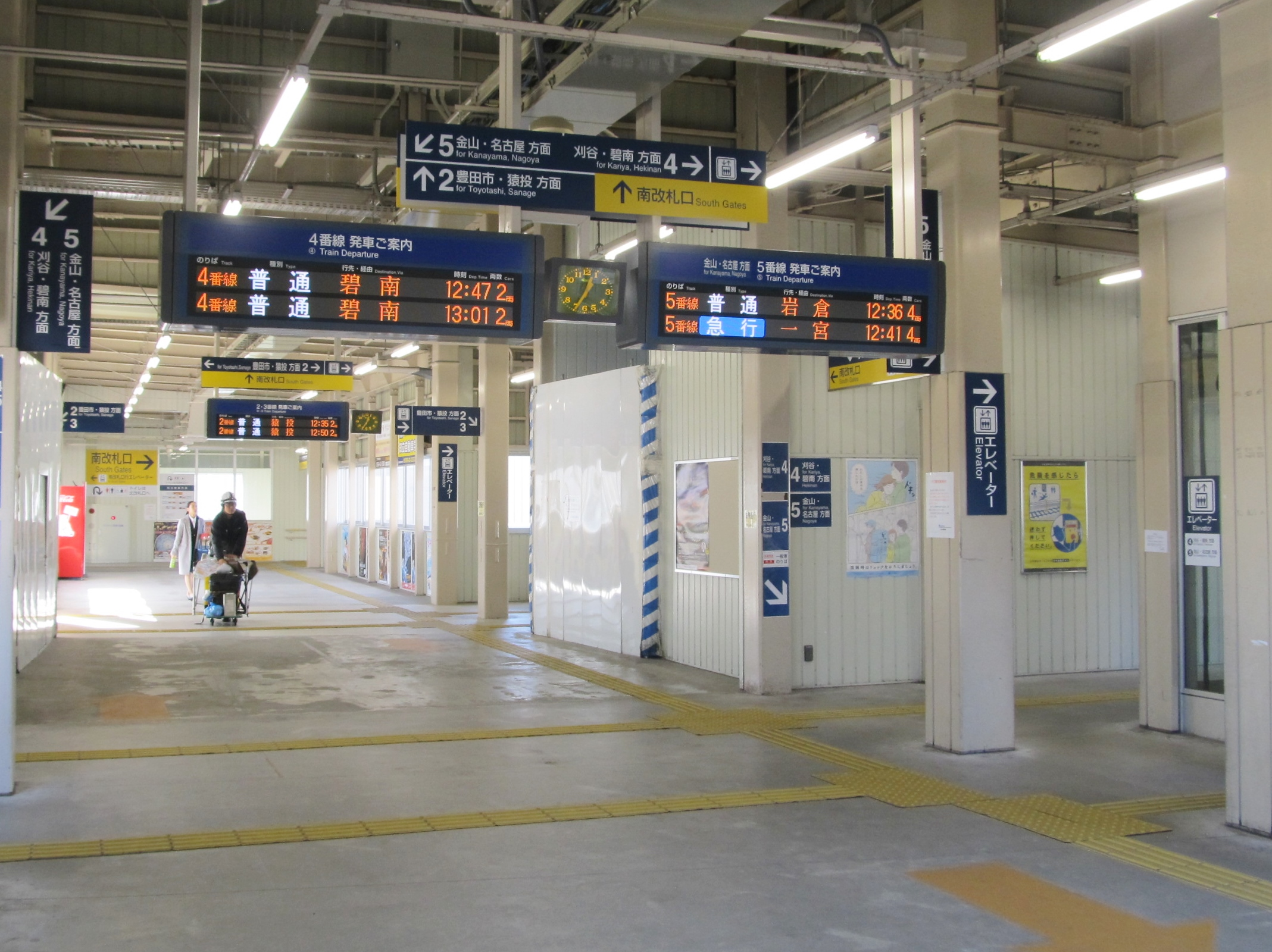
臨時跨線橋通道
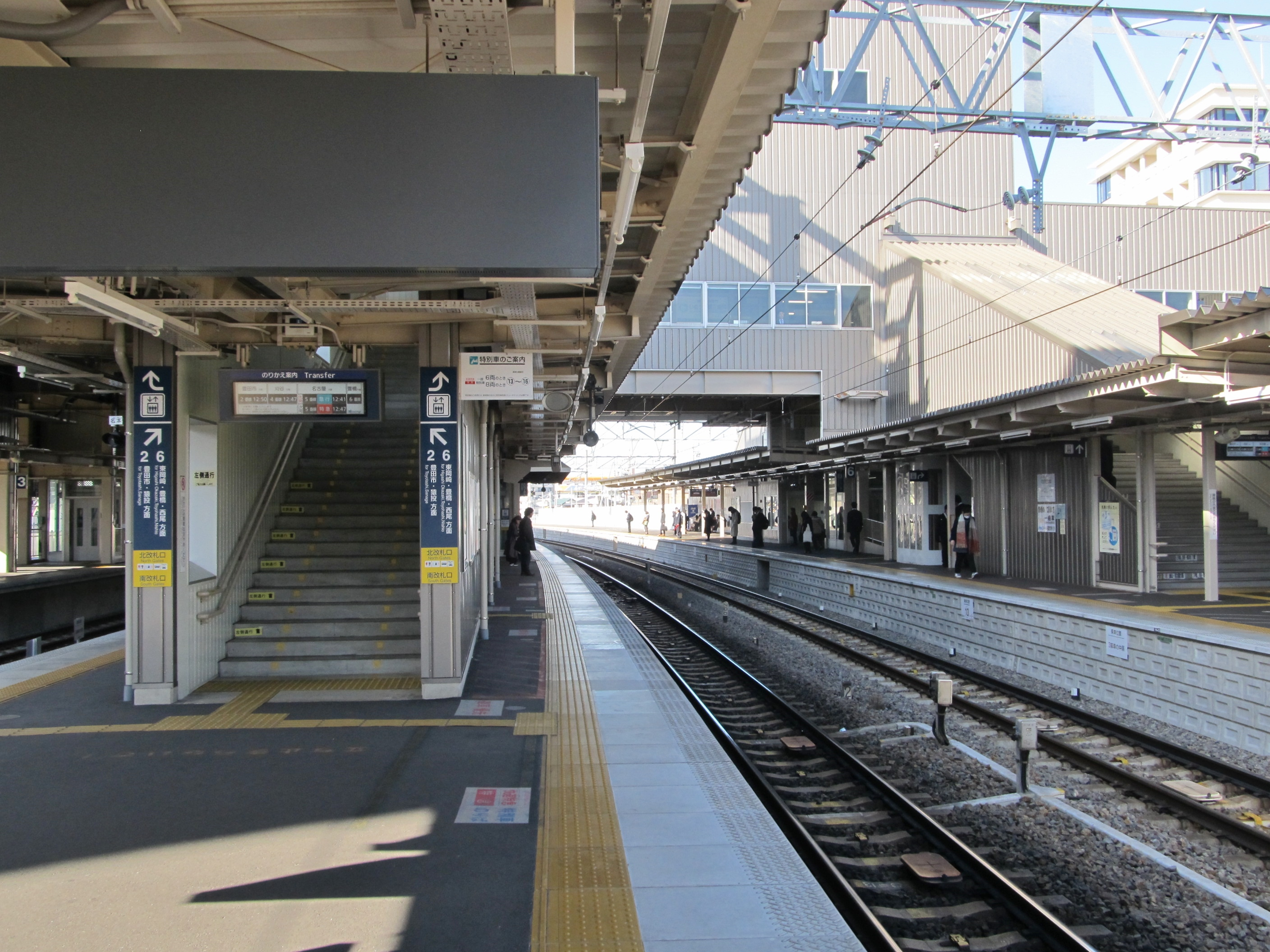
本線（5、6號月台）
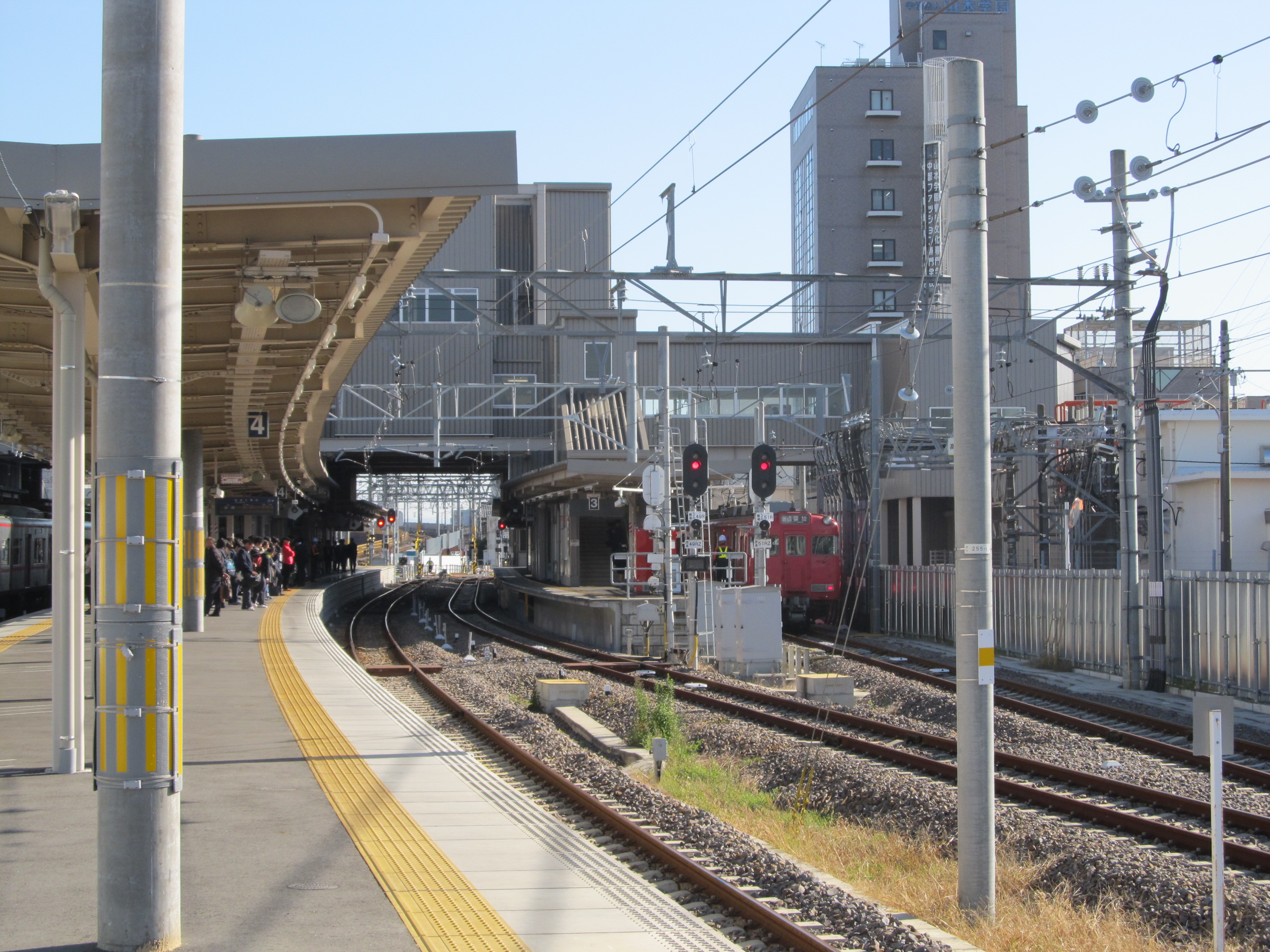
三河線（2-4號月台）
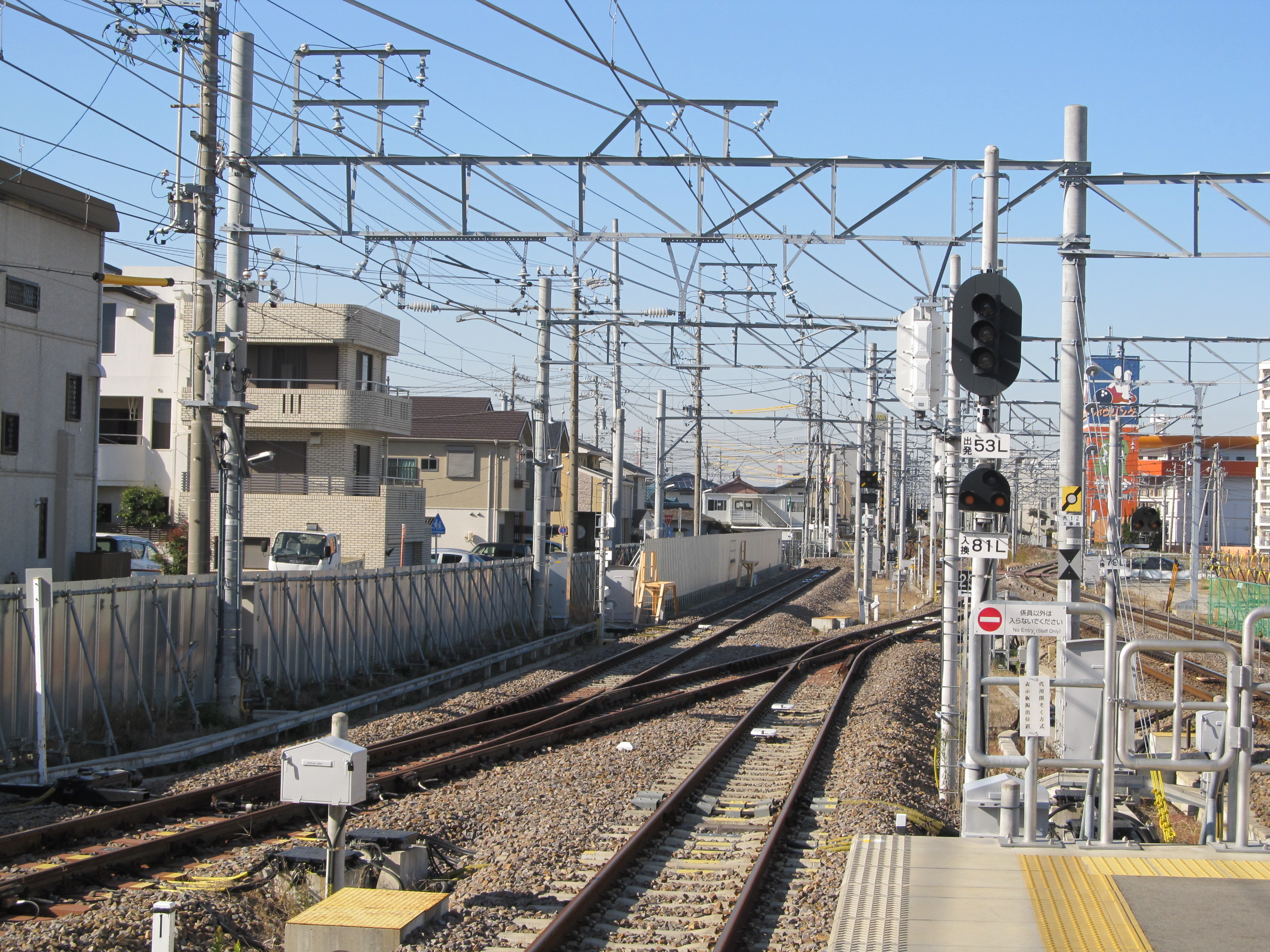
引上線
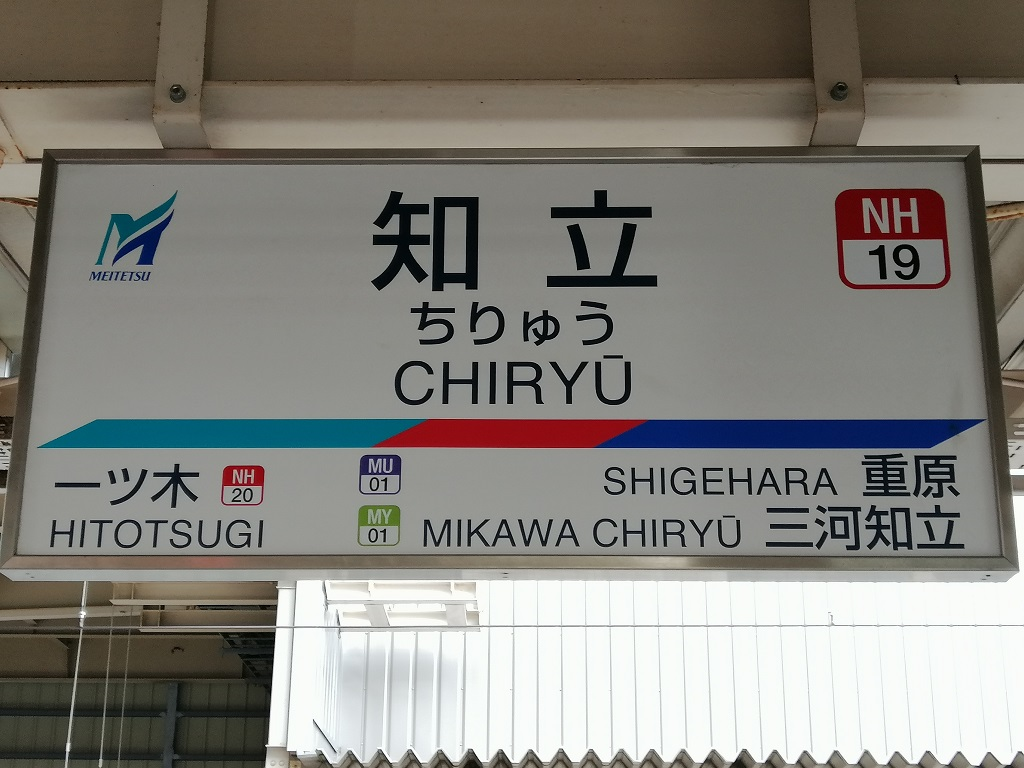
站名牌

### 地面車站時代（-2015年2月）
車站為地面車站，設有3面6線的月台。旅客月台的構造與臨時站相同，再另外在西邊加設留置線，該線為1號月台。
在無障礙化前沒有跨線橋，2、3號月台與4、5號月台近豐橋一方設有行人隧道連接。在遷移至臨時月台後便關閉行人隧道。在2010年以後，在6號月台與閘口之間設有斜道連接，在連續立體化工程前，車站已經建設臨時跨線橋和升降機，並在2011年3月23日開始使用。在未完成上述工程前，所有月台沒有升降機，輪椅的使用者需要車站職員的協助前往月台。除了6號月台可直接經閘口前往之外，需要繞道使用専用出口前往月台。
此站月台上蓋比其他名鐵車站為高。上蓋的支柱是來自古時的路軌而成，當中路軌是在1897年（明治30年）建成，路軌印有Carnegie的文字。
在月台顯示牌方面，2、3號月台在遷移臨時月台前是使用機械翻頁顯示2行式顯示牌。在三河線也是使用機械翻頁顯示，但是與本線的有所相異。也設有2行，上行是豐田方向，下行是碧南方向。此外，本線的顯示牌也與其他站有少許相異。當中，在備註欄中，會增加類別變更與特別停車的資訊（例如在豐明待避，在新安城待避等）。在三河線的備註欄中會顯示「在碧南可轉乘列車往吉良吉田」或「在猿投可轉乘列車往西中金」。在三河線末端區間廢止後再沒有顯示。此外，在6號月台中三河線轉乘月台編號會使用七劃管顯示。
本線上6號月台近豐橋一方，設有知立弘法大師的遍照院遙拜所。在北閘口遷移後，遙拜所移動至閘外。
在車站內設有Suncos、立食蕎麥·烏冬店和輕食店。在閘口附近設有知立市的特產「Anmaki」商店（藤田屋知立站店），在2019年7月28日結業。

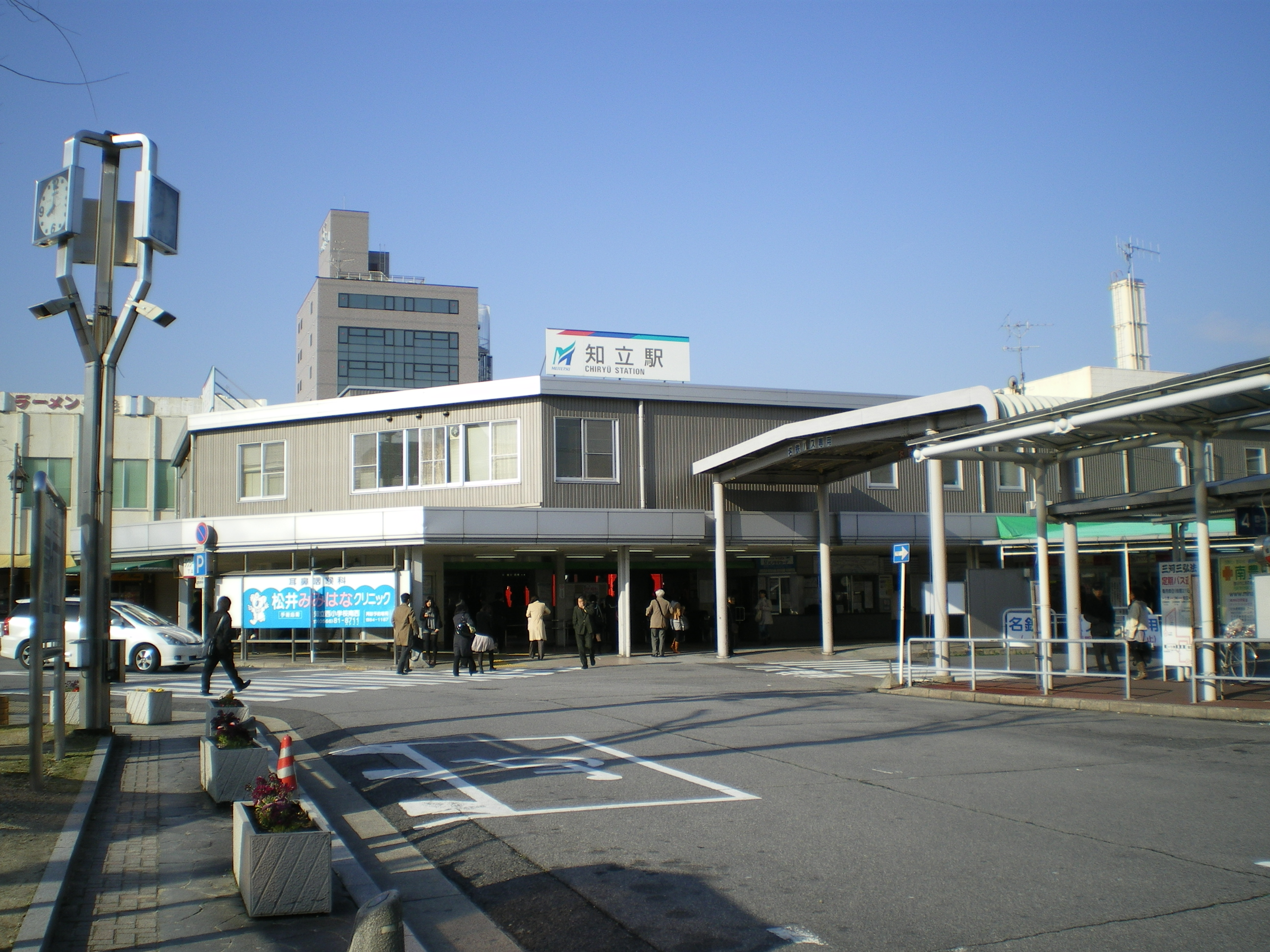
車站大樓
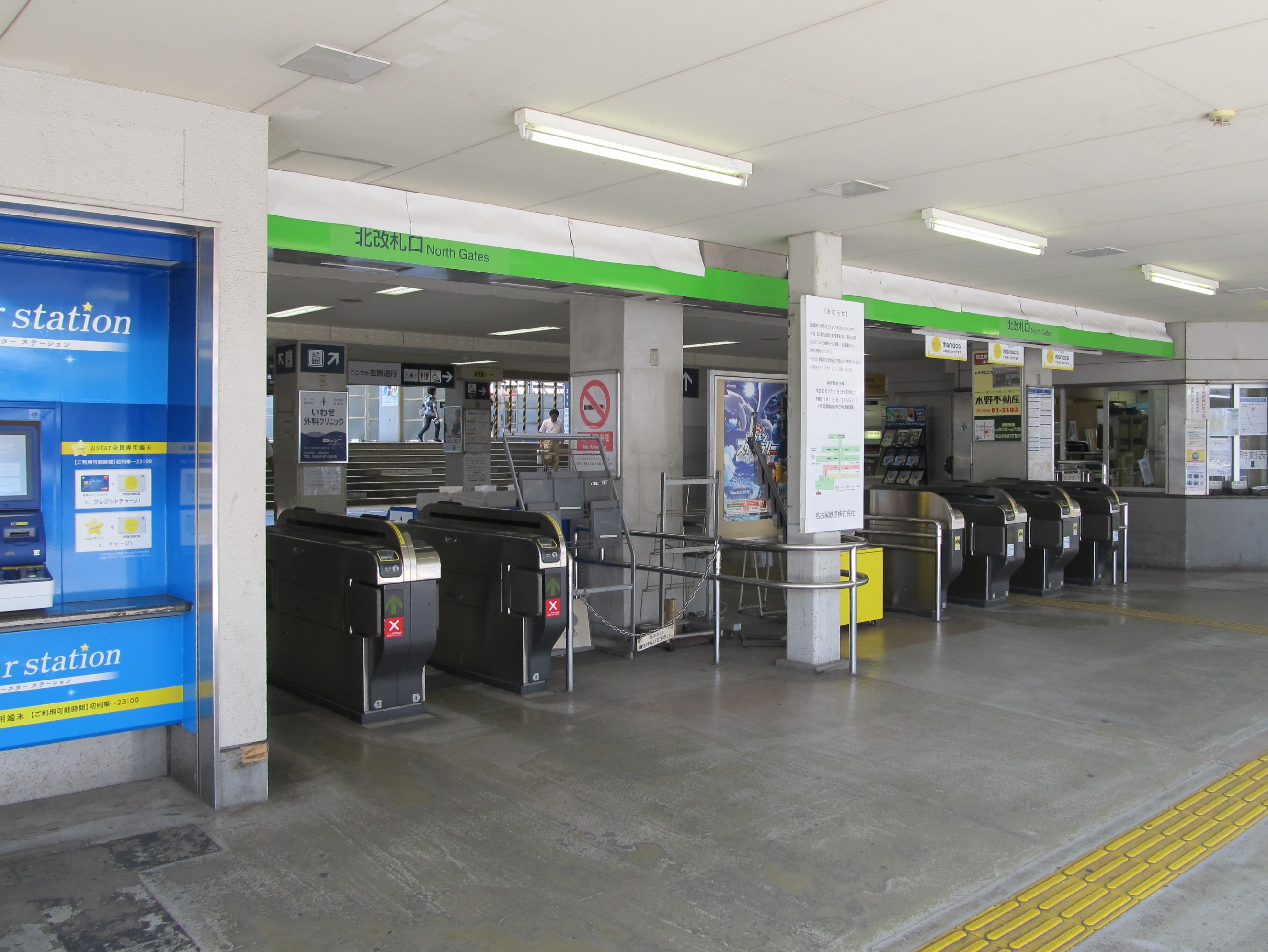
閘口
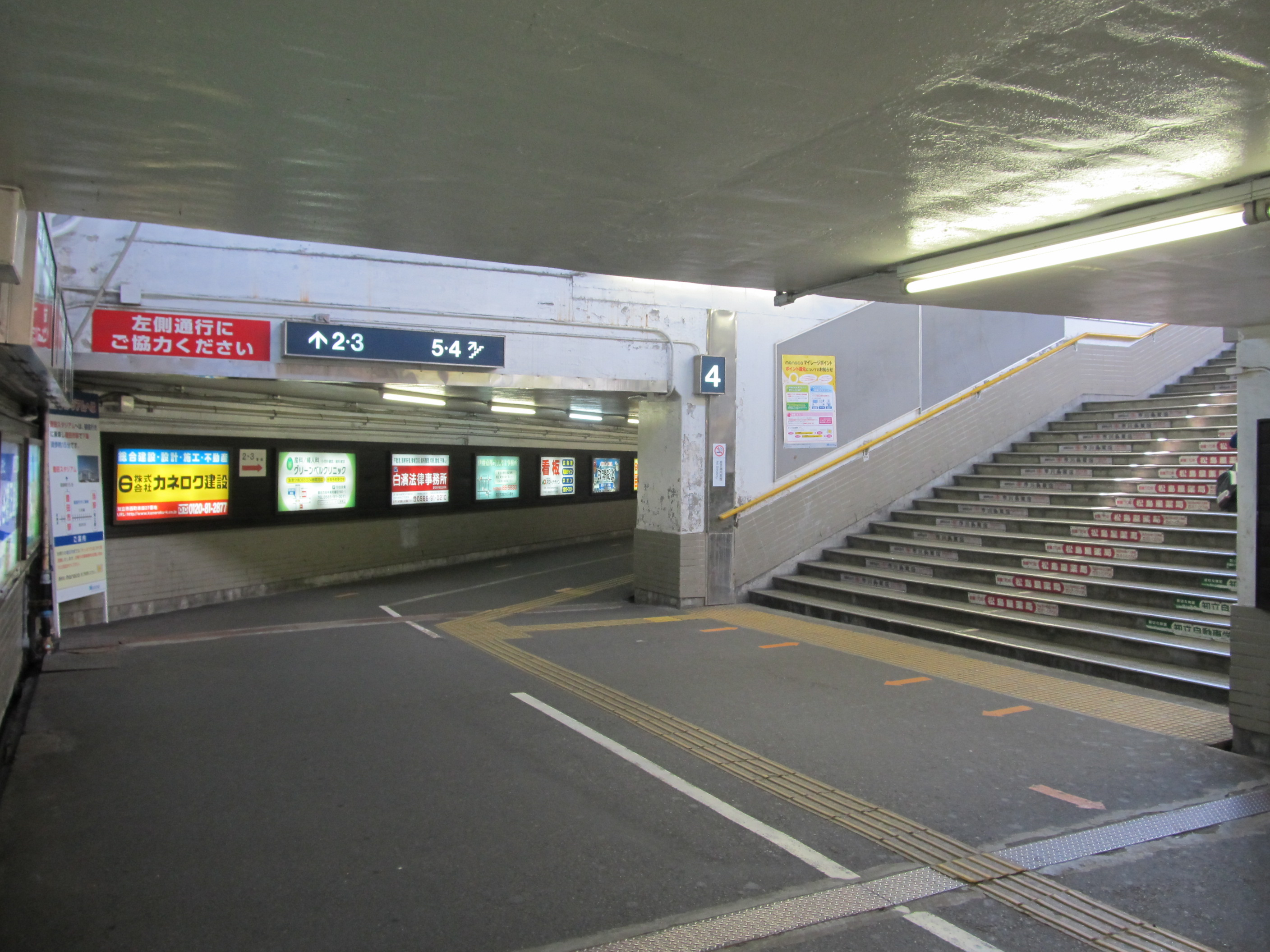
地下通道
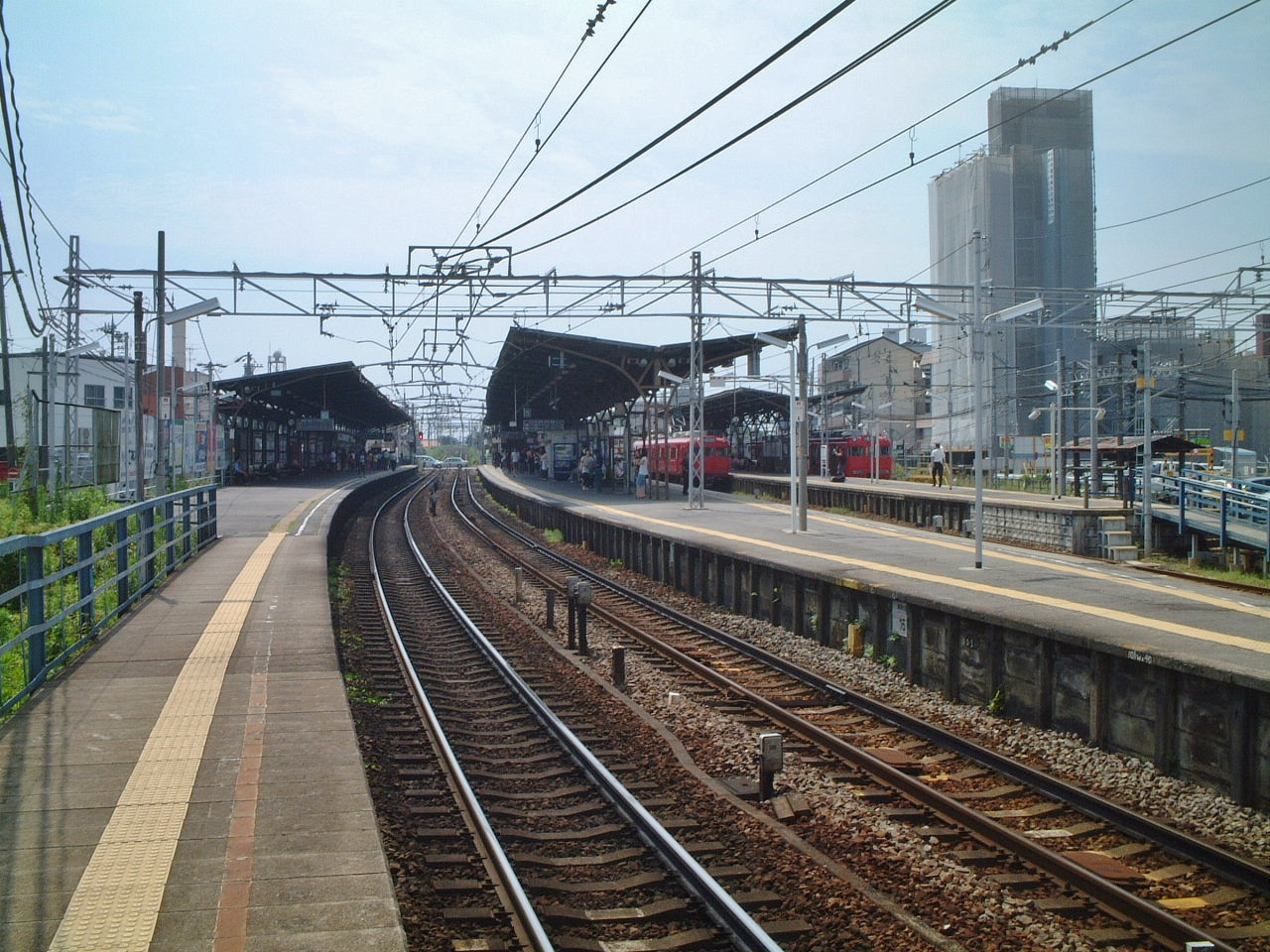
月台全景
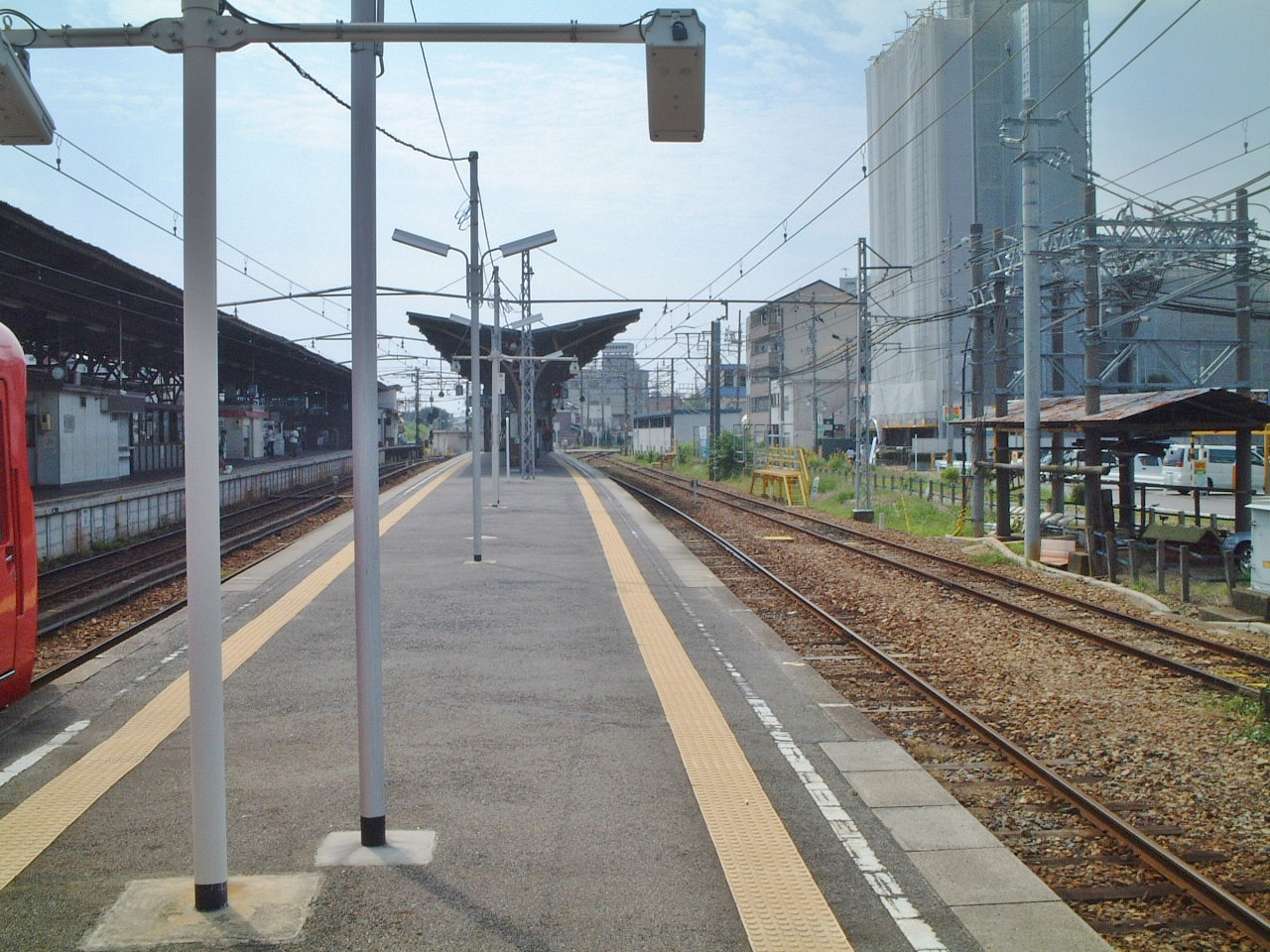
2、3號月台與留置線
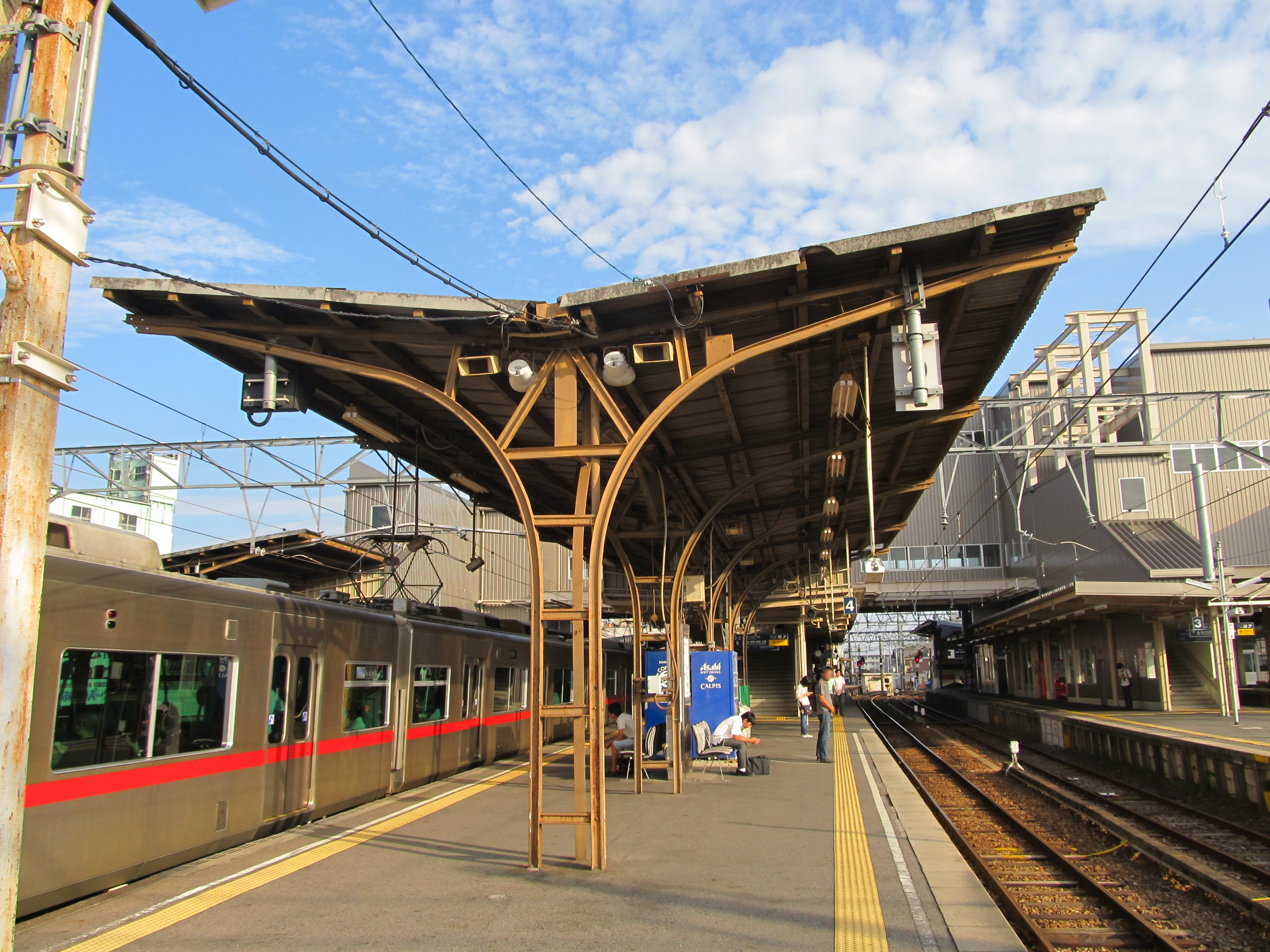
使用古路軌作為支柱的的月台
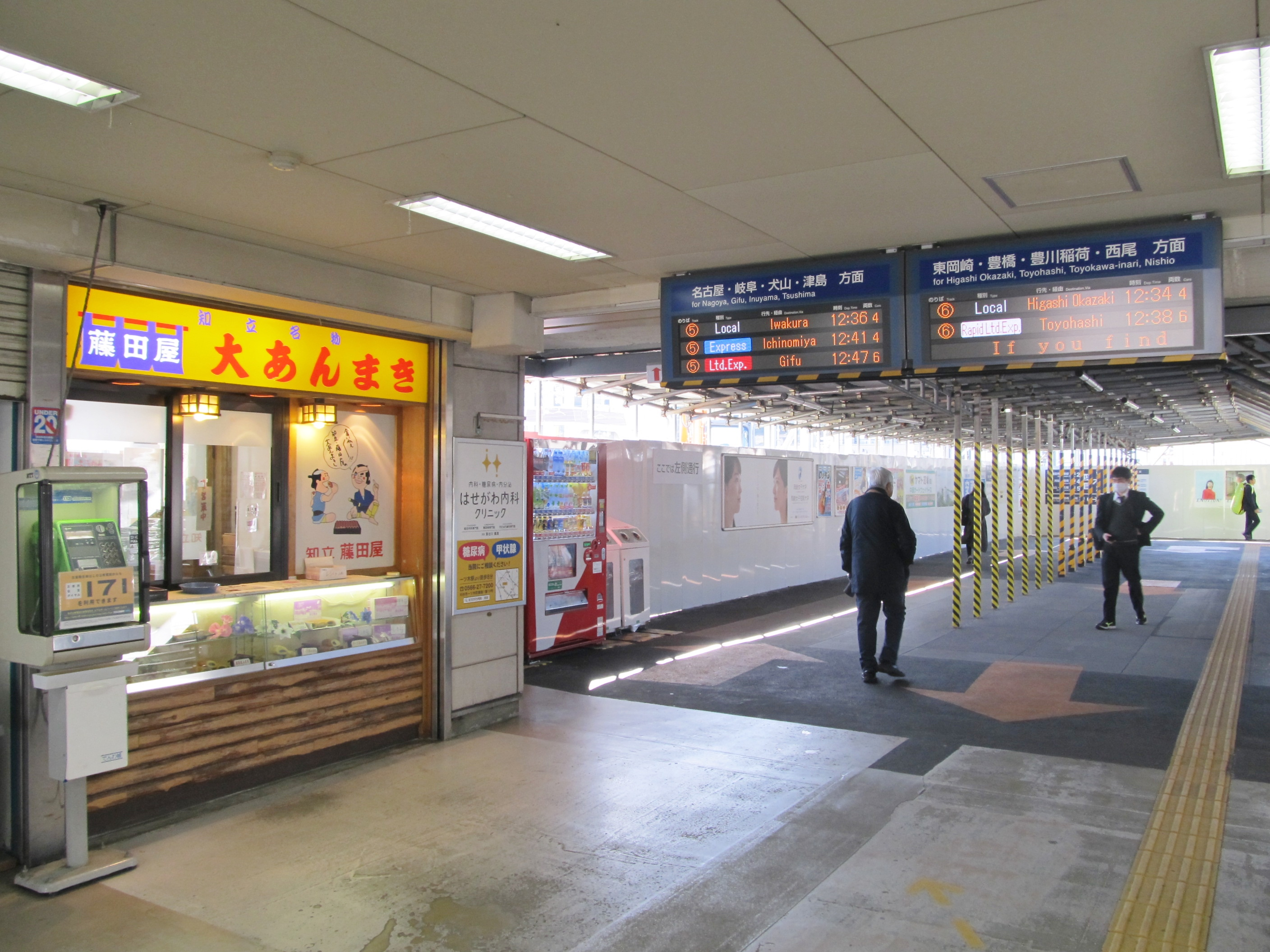
藤田屋知立站店

|                            | ↑ 刈谷、碧南方向                         |                            |
| ← 東岡崎、 豐橋、 西尾方向 | 名古屋鐵道 知立站 站內配線略圖（2009年） | → 名古屋、 岐阜、 犬山方向 |
|                            | ↓ 豐田市、猿投方向                       |                            |
| 图例 参考文献：            |                                          |                            |

### 其他
- 在車站大樓第2層，與車站東邊的支線設有知立乘務區。西尾線直通列車（包括三河線直通的不載客列車）但了在神宮前站外，也會在此站進行乘務員交班。

## 使用狀況
- 在中提及在2013年度，當時1日平均上下車人次為32,179人，為名鐵所有車站（275站）排名第8，名古屋本線（60站）中排名第7，三河線（23站）中排名第1[27]。
- 在中提及在1992年度，當時1日平均上下車人次為40,990人，為除岐阜市內線均一車費區間內各站（岐阜市內線、田神線、美濃町線徹明町站至琴塚站之間）外名鐵所有車站（342站）中排名第9，名古屋本線（61站）排名第8，三河線（38站）排名第1[28]。
- 在中提及在1981年度，當時1日平均上下車人次為40,151人，為名鐵所有車站中排名第7[29]。
- 在中提及在1960年度，當時1日平均上下車人次為7,398人，在1963年度升至13,212人[30]。
- 根據知立市的統計資料，在2016（平成28）年度乘車人次為5,898,357人、下車人次為5,907,151人。以下為近年1日平均乘車、上下車人次的列表[31]，當中平均數的計法是把乘車或下車人次除當年的日數，再把其數四捨五入得出。
- 在中提及在2019年度，乘車人次為6,099,420人、下車人次為6,122,251人。

| 年度               | 一日平均 上下車人次 | 一日平均 乘車人次 |
| ------------------ | ------------------- | ----------------- |
| 2000年（平成12年） | 33,345              | 16,660            |
| 2001年（平成13年） | 32,359              | 16,173            |
| 2002年（平成14年） | 31,611              | 15,802            |
| 2003年（平成15年） | 31,158              | 15,576            |
| 2004年（平成16年） | 30,839              | 15,409            |
| 2005年（平成17年） | 31,199              | 15,571            |
| 2006年（平成18年） | 31,166              | 15,555            |
| 2007年（平成19年） | 30,748              | 15,356            |
| 2008年（平成20年） | 30,734              | 15,347            |
| 2009年（平成21年） | 30,132              | 15,056            |
| 2010年（平成22年） | 30,034              | 14,997            |
| 2011年（平成23年） | 30,289              | 15,171            |
| 2012年（平成24年） | 30,840              | 15,421            |
| 2013年（平成25年） | 31,878              | 15,942            |
| 2014年（平成26年） | 31,303              | 15,644            |
| 2015年（平成27年） | 32,152              | 16,068            |
| 2016年（平成28年） | 32,344              | 16,160            |
| 2017年（平成29年） | 33,102              | 16,544            |
| 2018年（平成30年） | 33,540              | 16,745            |
| 2019年（令和元年） | 33,768              | 16,665            |
| 2020年（令和02年） | 24,859              |                   |

## 車站周邊
- 知立神社（日语：知立神社）
- Piago知立店
- 安城警署（日语：安城警察署）知立幹部崗亭
- 山本學園（日语：学校法人山本学園 (愛知県)） 信息文化専門學校（日语：山本学園情報文化専門学校）
- 山本學園 中部時尚専門學校
- 山本學園 中部糕餅専門學校（日语：中部製菓専門学校）
- 知立市立知立小學（日语：知立市立知立小学校）
- 知立市立知立西小學（日语：知立市立知立西小学校）
- 國道1號
- 國道155號（日语：国道155号）
- 國道419號（日语：国道419号）
- 愛知縣道51號知立東浦線（日语：愛知県道51号知立東浦線）
- 愛知縣道285號安城八田知立線（日语：愛知県道285号安城八ツ田知立線）
- 愛知県縣298號安城知立線（日语：愛知県道298号安城知立線）
- Eagle Bowl
- 秋田醫院
- M's City知立 Sa·Tower（日语：エムズシティ知立 ザ・タワー）
- 知立Cross Gate

## 巴士路線
- 「知立站」巴士站　位於北閘口前[32]。
  - 1號月台（名鐵巴士（日语：名鉄バス））
    - 往日進站、AEON三好店i-MALL（日语：アイ・モール三好）前、愛知教育大前、愛知教育大學附屬高校（日语：愛知教育大学附属高等学校）前

  - 2號月台（名鐵巴士）
    - 往豐田車身（日语：トヨタ車体）前（不停站）、三河三弘法（只於毎月舊暦21日運行）

  - 3號月台
    - 知立市迷你巴士（日语：知立市コミュニティバス）
    - 接觸巴士（日语：ふれあいバス (豊田市)）

  - 4號月台（知多乘合（日语：知多乗合））
    - 往中部國際機場（經刈谷站前、緒川站前）
- 高速巴士「知多海鷗號（日语：知多シーガル号）、知多海鷗號」不駛入車站前，在北邊約300米（知立皇冠酒店、Ririo音樂廳前）設有「知立站北」巴士站。

## 相鄰車站
名古屋鐵道
 名古屋本線
□快速特急
東岡崎（NH13）－知立（NH19）－神宮前（NH33）
■特急
新安城（NH17）－知立（NH19）－（部分停鳴海（NH27））－神宮前（NH33）
■急行
新安城（NH17）－知立（NH19）－（部分停豐明（NH22））－前後（NH23）
■準急
新安城（NH17）－（部分停牛田（NH18））－知立（NH19）－豐明（NH22）
■普通
牛田（NH18）－知立（NH19）－一木（NH20）
 三河線（山線）
三河知立（MY01）－知立（NH19）
 三河線（海線）
知立（NH19）－重原（MU01）

## 注腳

## 外部連結
- 知立 - 名古屋鐵道